# Sijeruk (Sragi)
Sijeruk is een bestuurslaag in het regentschap Pekalongan van de provincie Midden-Java, Indonesië. Sijeruk telt 3795 inwoners (volkstelling 2010).